# Graham Brown
Pour les articles homonymes, voir Brown.
Graham Brown, né le 19 août 1984, dans le Comté d'Ogemaw, dans le Michigan, est un joueur américain de basket-ball. Il évolue au poste de pivot.

## Biographie
Le 25 mai 2009, il signe en Belgique à Anvers pour deux ans.
Le 15 juin 2011, il signe en Belgique à l'Optima Gent.
Le 28 juillet 2012, il signe en France au Havre.
Le 23 juin 2013, il prolonge son contrat d'un an avec le club havrais.
Le 26 mai 2014, il signe à Gravelines Dunkerque pour deux ans. Le 23 décembre 2014, face au Mans, il se fait une grosse entorse à la cheville et doit être écarté des parquets durant un mois.
Le 8 juin 2016, il signe au Cholet Basket pour un an.

## Statistiques

### Universitaires
| Saison    | Équipe   | Matchs | Titul. | Min./m | % Tir | % 3pts | % LF | Rbds/m. | Pass/m. | Int/m. | Ctr/m. | Pts/m. |
| --------- | -------- | ------ | ------ | ------ | ----- | ------ | ---- | ------- | ------- | ------ | ------ | ------ |
| 2002-2003 | Michigan | 30     | 25     | 20,0   | 60,6  | 0,0    | 51,9 | 4,70    | 0,57    | 0,47   | 0,17   | 5,77   |
| 2003-2004 | Michigan | 34     | 28     | 19,8   | 51,7  | 0,0    | 55,6 | 4,09    | 0,44    | 0,76   | 0,26   | 4,53   |
| 2004-2005 | Michigan | 22     | 20     | 24,4   | 55,2  | 0,0    | 66,7 | 5,23    | 0,73    | 0,86   | 0,09   | 5,45   |
| 2005-2006 | Michigan | 33     | 32     | 24,6   | 63,7  | 0,0    | 50,0 | 7,24    | 1,15    | 0,76   | 0,21   | 5,12   |
| Carrière  |          | 119    | 105    | 22,0   | 57,8  | 0,0    | 54,8 | 5,33    | 0,72    | 0,71   | 0,19   | 5,18   |

### Professionnelles
| Saison    | Équipe               | Matchs | Titul. | Min./m | % Tir | % 3pts | % LF | Rbds/m. | Pass/m. | Int/m. | Ctr/m. | Pts/m. |
| --------- | -------------------- | ------ | ------ | ------ | ----- | ------ | ---- | ------- | ------- | ------ | ------ | ------ |
| 2011-2012 | Optima Gent          | 32     | 32     | 26,6   | 58,0  | 0,0    | 59,5 | 7,66    | 0,91    | 1,06   | 0,34   | 10,88  |
| 2012-2013 | Le Havre             | 30     | 30     | 24,0   | 61,5  | 0,0    | 54,8 | 5,83    | 1,20    | 0,43   | 0,37   | 10,40  |
| 2013-2014 | Le Havre             | 30     | 28     | 25,2   | 56,6  | 0,0    | 68,8 | 7,30    | 1,27    | 0,63   | 0,30   | 10,30  |
| 2014-2015 | Gravelines Dunkerque | 32     | 32     | 23,8   | 55,2  | 0,0    | 53,3 | 5,91    | 1,81    | 0,53   | 0,50   | 10,22  |
| 2015-2016 | Gravelines Dunkerque | 37     | 0      | 16,4   | 56,6  | 0,0    | 57,8 | 4,68    | 1,00    | 0,46   | 0,30   | 5,57   |